# わたしの沖田くん
『わたしの沖田くん』（わたしのおきたくん）は、野部利雄作の漫画作品。野部の初めての連載漫画である。
原町田大学に通う沖田総一の住むアパート（和光荘）の隣室に、ある日女性が転居してくる。総一は、勉強嫌いでちゃらんぽらん、女性にはデレデレと鼻の下を伸ばすがモテないという、さえない男子学生の典型であった。一方琴は親が決めた短大を中退し、4年制の大学に入学してきた努力家である。昭和の雰囲気の中で2人の微笑ましくももどかしい関係が描かれていく。1980年代前半に流行した、一線を越えられずお互い素直になりきれないが、結局周囲の後押し等もあって時間を掛けて接近してハッピーエンドを迎える、純情な男女を描いた、いわゆる「ラブコメ」作品の一つである。
1980年(昭和55年)2月7日発売の通巻17号から1984年4月19日号にかけて『週刊ヤングジャンプ』（集英社）に連載。

## 作品概要
当初は、総一と琴の二人を中心にした、大学生活を軸とする日常のたわいのない出来事と、その中でつかず離れず、お互いを意識しながらも一線を越えられない二人を描いたドタバタ・ストーリーであった。ただし、連載を重ねるに連れ、非日常的・非現実的な登場人物やシチュエーションが次々と現れては消えていき、荒唐無稽なストーリー展開に変化していった。また、連載後期には、SFストーリーの中に総一・琴が設定を変えて登場したり、現実のものとは異なる、異空間的な明治期を舞台とした番外編ストーリーや、原町田大学の各体育会運動部の変わり種部員が連続して登場するエピソードが続くなど、作品の性質は変化していった。男女を問わず、登場人物の描き方も本作の連載中に大きく変化を遂げている。例えば、総一は当初はいかにもムサ苦しい男子学生のキャラクターであったのに対し、連載後期には三枚目ながらも外見は爽やかな好青年へと変化しており、連載終了時に描かれたキャラクターは、現在野部が描くキャラクター像とほぼ変わらない外見である。

## 主な登場人物
沖田総一
本作の主人公。北関東の「U市」出身で小田急小田原線鶴川駅近隣に所在する原町田大学経済学部政治学専攻の学生という、宇都宮市で和光大学に在籍していた筆者の野部のプロフィールを反映した設定。
沢村琴
短大を中退し、原町田大学文学部史学科に総一から一年遅れで入学してきた女子学生。総一とは中学の卒業間近に父親の転勤で転校して以来5年ぶりの再会となった。現在では再び実家はU市に戻っており、偶然にも総一の実家の隣に琴の実家が引っ越してきた。可愛く好性格であるため当然のことながら、総一以外のイケメン男性からよくモテ、それゆえ時折総一をやきもきさせている。
佐野和夫
原町田大の学生で、総一の親友。近時で言う「イケメン」である。第一話で登場。
有藤さとみ
佐野の彼女。双子の姉・ひとみがいる。第一話で登場。
坂本竜司・さな子
U市在住の夫妻で、いずれも総一・琴の幼馴染。竜司は大工。琴はさな子の事を中学生時代からサッチンと呼んでいる。
真美
琴の従姉妹、短大生。奥手な琴と違い下着姿で総一の前に出るくらい明るくノー天気な女性であり、総一と琴の間を試すために総一にモーションをかけたことがあるが、最終巻では本気で総一と付き合う直前まで行くが隣の家から聞こえる琴の笑い声で我に返りさよならを言い部屋を出て行った。
森田めぐみ
総一の従妹。後に原町田大に入学。総一を理想の兄と美化している。そのことを書いた日記を両親に黙って読まれたことで総一のアパートに家出をしてきたことがある。それ以外でも受験や遊び・総一の洗濯などでアパートや実家をちょくちょく訪れている。
伊吹
総一の大学での先輩で、何年も留年している。のち、郷里の徳之島に帰郷、楽器店の店長となり、子沢山となる。
後藤
総一の大学での後輩。チョイ役。伊吹や佐野らにくっついて登場するが、個性を発揮する場面はほとんどない「その他大勢」。
太田
後藤と同様、総一の後輩、「その他大勢」。　
野々宮望
総一が何かと気にかけている女性、健康に不安があり少し無理をすると倒れてしまうことも、原町田大学の入試中に倒れたが大学の計らいにより入学することが出来た。総一と琴に人の　生き方に対する影響を与え病気で他界してしまう。
山本綾子
ひょんなことから総一らと知り合いになる女流作家。男っぽい性格をしており、だらしない総一には厳しく接することが多い。猫のような目をしていることから、総一らは「猫さん」と呼んでいる。似奈の兄・達彦の妻。のちに和光荘　春という小説で直木賞を受賞。
瀬里野似奈
本作の終盤に登場、総一と接近する美少女、肉体関係は無かったものの、総一は琴と二股を掛けていたとも受け取ることのできる描写が存在。物語終盤におけるキーパーソンの一人である。
桂木三郎
伊吹の親友で。空手四段の長身の男。後に似奈と結婚。終盤におけるもう一人のキーパーソンである。
木戸高史
琴が見合いをする相手で、一流商社のエリート社員。
沖田敬子
未来の総一と琴の娘。物語の中でタイムスリップして総一と琴の前に現れる。また最終話では2人が暮らした和光荘を家族3人で訪れた。
沖田総子
総一のはとこ。外見は総一とそっくりである。

## 単行本サブタイトル
1. 幼なじみはお年頃
2. 琴のキューピッド大作戦
3. 総一のいじけメ一杯
4. 琴は現行犯!?
5. 葵御紋の新入生!
6. 総一の軟派風!?デート
7. 総一＆琴の緊急同棲!?
8. 秋は酒くみ交し
9. ”猫”はコタツで
10. 総一と琴全面戦争!?
11. 誘惑の季節
12. ヒーロー総一大活躍
13. 王手を かけたい!?
14. サイキックソルジャー
15. 総一＆琴の助けあい!?
16. より美しく!!
17. 女らしさの秘密
18. 不思議な女の子!!
19. 総一大暴れ!!
20. 総一＆琴よ 永遠に!!